# North East Fife (circonscription du Parlement britannique)
North East Fife est une circonscription électorale britannique située en Écosse.